# Ananiv
Pour les articles homonymes, voir Ananiev (homonymie).
Ananiv (en ukrainien : Ананьїв) ou Ananiev (en russe : Ананьев ; en roumain : Nani) est une petite ville de l'oblast d'Odessa, en Ukraine, et intégré au raïon de Podilsk. Sa population s'élevait à 8 077 habitants en 2019.

## Géographie
Ananiv est arrosée par le fleuve côtier Tylihoul et se trouve à 148 km au nord-nord-ouest d'Odessa et à 307 km au sud de Kiev.

## Histoire

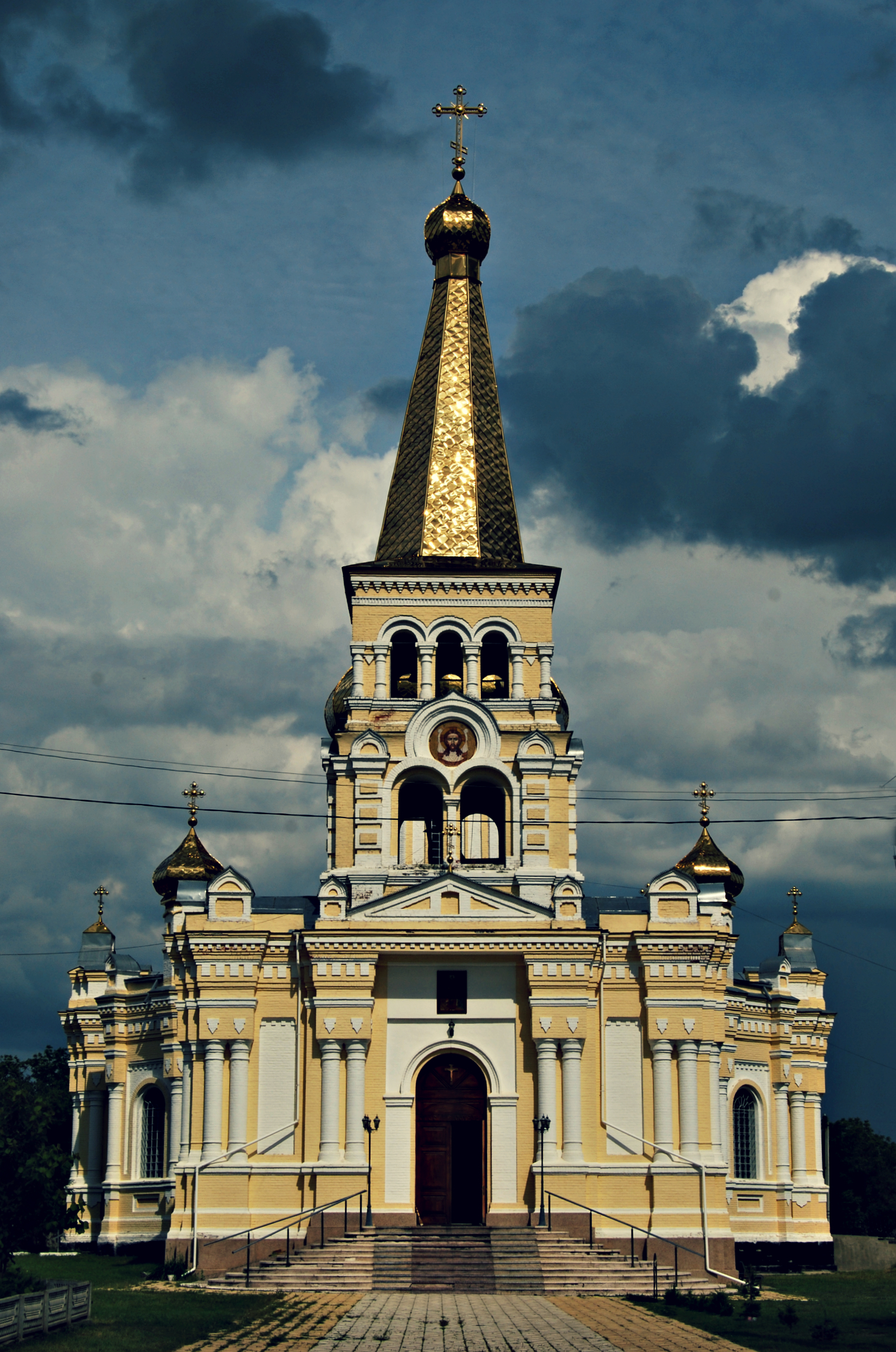
Façade de la collégiale Saint-Alexandre-Nevski.

La fondation de la ville remonte au milieu du XVIIIe siècle : elle fut d'abord la sloboda Anani (Anan), qui fut rebaptisée Ananiev en 1834. Le nom viendrait du personnage biblique Ananias. De 1924 à 1940, la ville fit partie de la République socialiste soviétique autonome moldave.

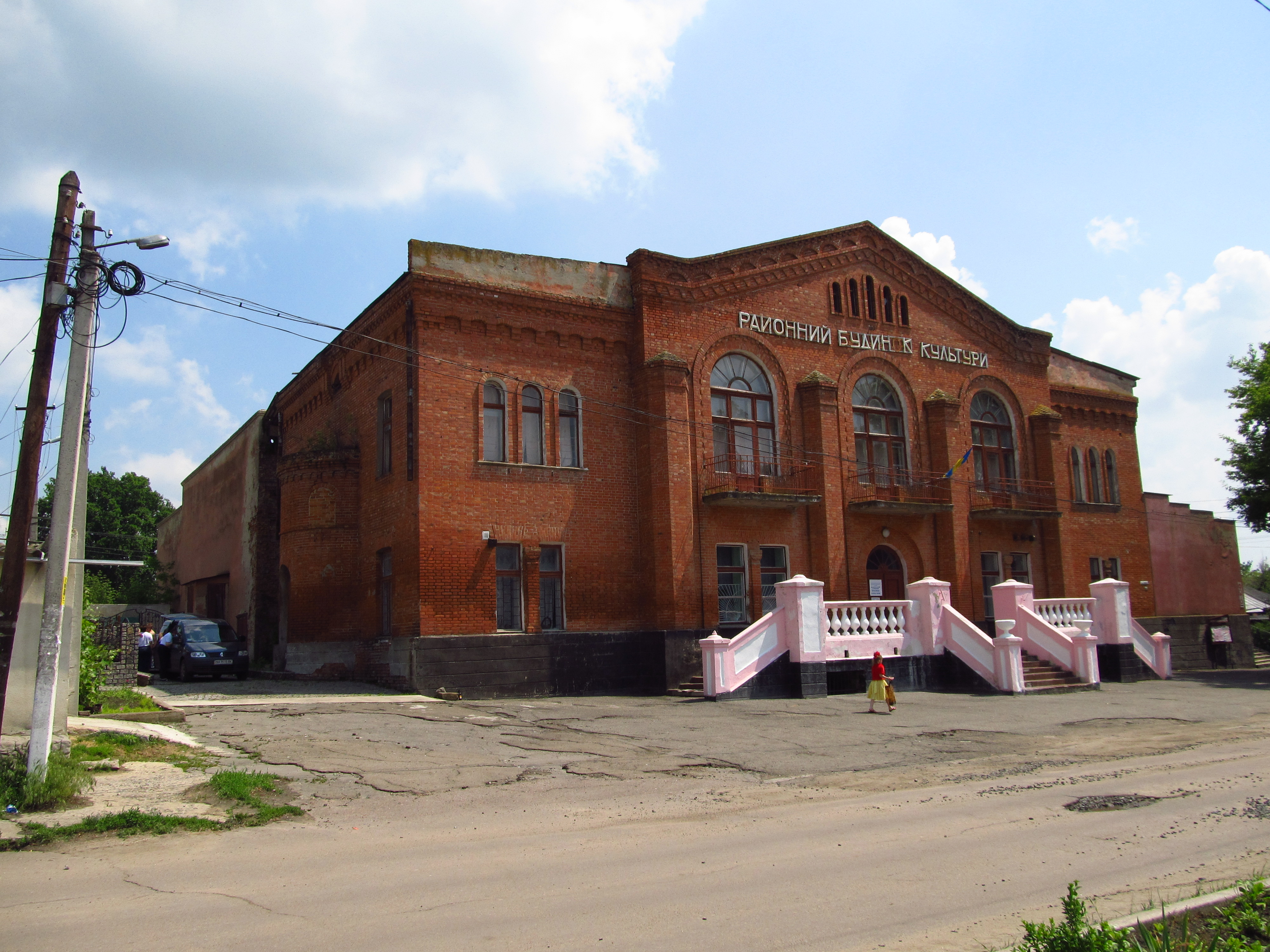
Maison de l'Assemblée de la noblesse sous l'Empire russe, aujourd'hui Maison de la Culture.

## Population
Recensements (*) ou estimations de la population :
| 1959* | 1970* | 1979*  | 1989*  | 2001* | 2012  | 2013  |
| ----- | ----- | ------ | ------ | ----- | ----- | ----- |
| 7 978 | 9 986 | 11 139 | 10 515 | 9 476 | 8 659 | 8 614 |

| 2014  | 2015  | 2016  | 2017  | 2018  | 2019  | - |
| ----- | ----- | ----- | ----- | ----- | ----- | - |
| 8 563 | 8 495 | 8 436 | 8 331 | 8 237 | 8 077 | - |